# ماكسيمليان فون شبيه
ماكسيمليان فون شبيه (Maximilian von Spee؛ كوبنهاغن، 22 يونيو 1861 - معركة جزر فوكلاند، 8 ديسمبر 1914) لواء بحري ألماني. رغم مولده الدانمركي، ينتمي كونتات فون شبيه إلى أسر بارزة من نبلاء الراين. انضم إلى البحرية الإمبراطورية الألمانية في عام 1878. في 1887-1888 قاد موانئ الكاميرون الألمانية، في غرب أفريقيا الألماني. قبل الحرب العالمية الأولى تولى عددا من المناصب العليا المتصلة بتطوير الأسلحة، قبل تعينه رئيس أركان قيادة بحر الشمال في عام 1908، ترقى إلى اللواء يوم 27 يناير عام 1910.

## روابط خارجية
- ماكسيمليان فون شبيه على موقع الموسوعة البريطانية (الإنجليزية)
- ماكسيمليان فون شبيه على موقع الموسوعة البريطانية (الإنجليزية)